# Ceylonthelphusa venusta
Ceylonthelphusa venusta е вид десетоног ракообразен организъм от семейство Gecarcinucidae. Видът е почти застрашен от изчезване.

## Разпространение
Разпространен е в Шри Ланка.